# Coppa Italia Dilettanti Liguria
La Coppa Italia Dilettanti Liguria è il massimo torneo calcistico a eliminazione diretta della regione Liguria. Istituito nel 1991-1992, consente al vincitore di partecipare alla fase nazionale della Coppa Italia Dilettanti: la vincitrice viene promossa in Serie D.

## Formula
I sedici club di Eccellenza ligure vengono divisi, secondo criteri geografici, in quattro gironi da quattro squadre: passano in semifinale le vincitrici di ogni girone. Ogni squadra disputa tre gare di sola andata: sono assegnati tre punti per la vittoria, uno per il pareggio e zero per la sconfitta.
Le due semifinali si giocano in gara unica in campo neutro; allo stesso modo si svolge la finale.
Nel 2021-22 le partecipanti sono state 22, divise in sei triangolari con partite di sola andata e due accoppiamenti con gare di andata e ritorno. Le otto vincitrici disputarono quarti di finale e semifinali con partite di andata e ritorno, mentre la finale venne disputata in gara unica su campo neutro.

## Albo d'oro
| Stagione | Campione                   | Finalista                  | Risultato/i                | Luogo                                  | Coppa Italia Dilettanti        |
| -------- | -------------------------- | -------------------------- | -------------------------- | -------------------------------------- | ------------------------------ |
| 1991-92  | Pontedecimo                | Sestrese                   | 1-2; 1-0                   | Borzoli (Genova), Pontedecimo (Genova) | 1º Turno                       |
| 1992-93  | Migliarinese               | Finale                     | 1-1; 0-0                   | La Spezia, Finale Ligure               | 1º Turno                       |
| 1993-94  | Finale                     | Ventimiglia                | 0-1; 1-0 (4-1 dcr)         | Ventimiglia, Finale Ligure             | 2º Turno                       |
| 1994-95  | Ceparana                   | Entella Chiavari           | 1-1; 1-0                   | Chiavari, Ceparana (Bolano)            | 2º Turno                       |
| 1995-96  | Sanremese                  | Fezzanese                  | 1-0; 1-1                   | Sanremo, Fezzano (Portovenere)         | 1º Turno                       |
| 1996-97  | Grassorutese               | Ventimiglia                | 2-1; 0-0                   | Rapallo, Ventimiglia                   | 1º Turno                       |
| 1997-98  | Sestrese                   | Bolzanetese                | 1-0; 1-1                   | Borzoli (Genova), Bolzaneto (Genova)   | 1º Turno                       |
| 1998-99  | Fezzanese                  | Busalla                    | 2-0; 3-3                   | Busalla, Albiano Magra                 | 1º Turno                       |
| 1999-00  | Savona                     | Fezzanese                  | 1-1; 2-0                   | Fezzano (Portovenere), Savona          | 1º Turno                       |
| 2000-01  | Entella Chiavari           | Vado                       | 2-2; 1-1                   | Vado Ligure, Chiavari                  | 1º Turno                       |
| 2001-02  | Sestri Levante             | Finale                     | 1-0                        | Genova                                 | 1º Turno                       |
| 2002-03  | Pontedecimo                | Fo.Ce. Vara                | 0-1; 2-0                   | Follo, Pontedecimo (Genova)            | 1º Turno                       |
| 2003-04  | Loanesi San Francesco      | Sestri Levante             | 0-0; 3-0 (d.c.r.)          | Sestri Ponente (Genova)                | 1º Turno                       |
| 2004-05  | Sestrese                   | Chiavari VL                | 2-0                        | Santa Margherita Ligure                | 1º Turno                       |
| 2005-06  | Imperia                    | Virtus Entella             | 1-0                        | Cogoleto                               | Quarti di Finale               |
| 2006-07  | Sestrese                   | Sammargheritese            | 1-0                        | Struppa (Genova)                       | Semifinale                     |
| 2007-08  | Loanesi San Francesco      | Virtus Entella             | 2-0                        | Borzoli (Genova)                       | 1º Turno                       |
| 2008-09  | Loanesi San Francesco      | Pontedecimo                | 0-0; 5-3 (d.c.r.)          | Albissola Marina                       | 1º Turno                       |
| 2009-10  | Sanremese                  | Sestri Levante             | 2-0                        | Vado Ligure                            | Quarti di Finale               |
| 2010-11  | Bogliasco                  | Finale                     | 3-0                        | Arenzano                               | 1º Turno                       |
| 2011-12  | Imperia                    | Sestri Levante             | 0-0; 3-0 (d.c.r.)          | Vado Ligure                            | 1º Turno                       |
| 2012-13  | Fezzanese                  | Finale                     | 1-0                        | Lavagna                                | 1º Turno                       |
| 2013-14  | Sammargheritese            | Sestrese                   | 2-0                        | Chiavari                               | 1º Turno                       |
| 2014-15  | Finale                     | Ligorna                    | 2-0                        | Quiliano                               | 1º Turno                       |
| 2015-16  | Unione Sanremo             | Rapallo                    | 2-1                        | Pietra Ligure                          | Vincitrice                     |
| 2016-17  | Sestrese                   | Moconesi Fontanabuona      | 3-1                        | Rapallo                                | 1º Turno                       |
| 2017-18  | Valdivara                  | Rivarolese                 | 2-1                        | Lavagna                                | 1º Turno                       |
| 2018-19  | Finale                     | Rapallo                    | 2-0                        | Arenzano                               | 1º Turno                       |
| 2019-20  | Sestri Levante             | Albenga                    | 2-1                        | Molassana (Genova)                     | Non terminata (causa COVID-19) |
| 2020-21  | Annullata (causa COVID-19) | Annullata (causa COVID-19) | Annullata (causa COVID-19) | Annullata (causa COVID-19)             | Annullata (causa COVID-19)     |
| 2021-22  | Fezzanese                  | Genova                     | 2-1                        | Lavagna                                | 1º Turno                       |
| 2022-23  | Imperia                    | Lavagnese                  | 2-0                        | Vado Ligure                            | 1º Turno                       |
| 2023-24  | Imperia                    | Rivasamba                  | 1-0                        | Celle Ligure                           | 1º Turno                       |
| 2024-25  | Genova                     | Pietra Ligure              | 3-1                        | Vado Ligure                            | 1º Turno                       |

### Edizioni vinte per squadra
| Squadra               | Titoli |
| --------------------- | ------ |
| Sestrese              | 4      |
| Imperia               | 4      |
| Finale                | 3      |
| Fezzanese             | 3      |
| Loanesi San Francesco | 3      |
| Sanremese             | 3      |
| Pontedecimo           | 2      |
| Sestri Levante        | 2      |
| Bogliasco             | 1      |
| Ceparana              | 1      |
| Genova                | 1      |
| Grassorutese          | 1      |
| Migliarinese          | 1      |
| Sammargheritese       | 1      |
| Savona                | 1      |
| Valdivara             | 1      |
| Virtus Entella        | 1      |